# IT Девы
IT Девы (лат. IT Virginis), HD 121447 — тройная звезда в созвездии Девы на расстоянии приблизительно 1886 световых лет (около 578 парсек) от Солнца.
Пара первого и второго компонентов — двойная эллипсоидальная переменная звезда (ELL). Визуальная звёздная величина звезды — от +7,86m до +7,82m.
Открыта Аленом Йориссеном и др. в 1995 году*.

## Характеристики
Первый компонент — красно-оранжевый гигант спектрального класса C2,1CH4:Ba4, или K4III, или K7IIIBa5, или M0III, или Map, или Ma. Масса — около 1,6 солнечной, радиус — около 50,644 солнечного, светимость — около 467,657 солнечной. Эффективная температура — около 4000 K.
Второй компонент — белый карлик. Масса — около 0,72 солнечной. Орбитальный период — около 185,65 суток. Удалён в среднем на 0,85 а.е..
Третий компонент — красный карлик спектрального класса M. Масса — около 110,39 юпитерианской (0,1054 солнечной). Удалён в среднем на 2,054 а.е..